# Primera División Argentina 2009-2010
Primera División Argentina 2009-2010 este cel de-al 81-lea sezon din istoria Primera División Argentina. Campionatul s-a jucat din 21 august 2009 până în 23 mai 2010.

## Format
S-a folosit același sistem ca anul trecut.

## Informații despre cluburi
| Club                | Oraș         | Stadion                             | Capacitate |
| ------------------- | ------------ | ----------------------------------- | ---------- |
| Argentinos Juniors  | Buenos Aires | Diego Armando Maradona              | 24.800     |
| Arsenal             | Sarandí      | Julio H. Grondona                   | 16.300     |
| Atlético Tucumán    | Tucumán      | Monumental Presidente José Fierro   | 30.000     |
| Banfield            | Banfield     | Florencio Solá                      | 40.500     |
| Boca Juniors        | Buenos Aires | Alberto J. Armando                  | 49.000     |
| Colón               | Santa Fe     | Brigadier General Estanislao López  | 32.500     |
| Chacarita Juniors   | Villa Maipú  | Chacarita Juniors                   | 24.300     |
| Estudiantes         | La Plata     | Jorge Luis Hirschi                  | 23.000     |
| Gimnasia (La Plata) | La Plata     | Juan Carlos Zerillo                 | 24.544     |
| Godoy Cruz          | Mendoza      | Malvinas Argentinas                 | 40.268     |
| Huracán             | Buenos Aires | Tomás Adolfo Ducó                   | 48.314     |
| Independiente       | Avellaneda   | Libertadores de América             | 52.823     |
| Lanús               | Lanús        | Ciudad de Lanús - Néstor Díaz Pérez | 46.619     |
| Newell's Old Boys   | Rosario      | Newell's Old Boys                   | 38.095     |
| Racing Club         | Avellaneda   | Presidente Juan Domingo Perón       | 51.000     |
| River Plate         | Buenos Aires | Monumental Antonio V. Liberti       | 65.645     |
| Rosario Central     | Rosario      | Dr. Lisandro de la Torre            | 41.824     |
| San Lorenzo         | Buenos Aires | Pedro Bidegain                      | 43.494     |
| Tigre               | Victoria     | Monumental de Victoria              | 26.282     |
| Vélez Sársfield     | Buenos Aires | José Amalfitani                     | 49.540     |

## Promovări și retrogradări
Gimnasia (Jujuy) și San Martín de Tucumán au fost retrogradate la finalul [Primera Division Argenrina 2008-09.Au fost înlocuite de Chacarita Juniors și Atlético Tucumán.
Rosario Central și Gimnasia (La Plata) au jucat playoff de promovare cu Belgrano și Atlético de Rafaela ,promovând primele două.

## Apertura
Torneo Apertura 2009/2010 a fost programat să înceapă pe 16 august 2009 și să se termine pe 13 decembrie 2009.Oricum Federația Argentiniană de Fotbal a amânat începutul din cauza datoriilor unor cluburi.

### Clasament
{
| Poz | Echipa              | MJ | V  | E | Î  | GM | GP | G   | Pct | Promovare sau retrogradare         |
| --- | ------------------- | -- | -- | - | -- | -- | -- | --- | --- | ---------------------------------- |
| 1   | Banfield (C)        | 19 | 12 | 5 | 2  | 25 | 11 | +14 | 41  | Copa Libertadores 2010 Faza a doua |
| 2   | Newell's Old Boys   | 19 | 12 | 3 | 4  | 26 | 15 | +11 | 39  |                                    |
| 3   | Colon               | 19 | 10 | 4 | 5  | 27 | 16 | +11 | 34  |                                    |
| 4   | Independiente       | 19 | 10 | 4 | 5  | 30 | 20 | +10 | 34  |                                    |
| 5   | Vélez Sársfield     | 19 | 10 | 4 | 5  | 29 | 21 | +8  | 34  |                                    |
| 6   | Argentinos Juniors  | 19 | 8  | 8 | 3  | 29 | 20 | +9  | 32  |                                    |
| 7   | San Lorenzo         | 19 | 9  | 5 | 5  | 28 | 20 | +8  | 32  |                                    |
| 8   | Estudiantes         | 19 | 9  | 4 | 6  | 28 | 19 | +9  | 31  |                                    |
| 9   | Lanus               | 19 | 8  | 7 | 4  | 26 | 17 | +9  | 31  |                                    |
| 10  | Rosario Central     | 19 | 8  | 7 | 4  | 21 | 14 | +7  | 31  |                                    |
| 11  | Boca Juniors        | 19 | 7  | 6 | 6  | 28 | 24 | +4  | 27  |                                    |
| 12  | Arsenal             | 19 | 7  | 6 | 6  | 20 | 24 | −4  | 27  |                                    |
| 13  | Atletico Tucuman    | 19 | 6  | 4 | 9  | 24 | 32 | −8  | 22  |                                    |
| 14  | River Plate         | 19 | 5  | 6 | 8  | 23 | 26 | −3  | 21  |                                    |
| 15  | Chacarita Juniors   | 19 | 5  | 4 | 10 | 18 | 25 | −7  | 19  |                                    |
| 16  | Racing              | 19 | 4  | 5 | 10 | 17 | 26 | −9  | 17  |                                    |
| 17  | Godoy Cruz          | 19 | 3  | 7 | 9  | 18 | 28 | −10 | 16  |                                    |
| 18  | Gimnasia (La Plata) | 19 | 3  | 4 | 12 | 16 | 29 | −13 | 13  |                                    |
| 19  | Huracan             | 19 | 2  | 5 | 12 | 12 | 34 | −22 | 11  |                                    |
| 20  | Tigre               | 19 | 2  | 2 | 15 | 18 | 42 | −24 | 8   |                                    |

Ultima actualizare: 13 decembrie 2009
Sursa: AFA
Reguli de clasare: 
1st points; 2nd goal difference; 3rd goals scored; 4th head-to-head points; 5th head-to-head goal difference; 6th head-to-head goals scored. This does not apply to defining the champion. If two or more teams had been tied in point at the end of the tournament, a playoff would have been held at a neutral venue within 72 hours for the championship.
POZ = Poziția în clasament; (C) = Campioană; (R) = Retrogradată; (P) = Promovată; (E) = Eliminată; (O) = Câștigătoare de play-off; (A) = Avansează în runda următoare. 
Aplicabil doar când sezonul nu este terminat: 
(Q) = Calificare în faza competiției indicată; (TQ) = Calificare în competiție, dar încă nu în faza indicată; (RQ) = Calificată în competiția de retrogradare indicată; (DQ) = Descalificată din competiție.

| Primera División 2009 Campionii din Apertura |
| -------------------------------------------- |
| Banfield Primul titlu                        |

## Rezultate
| Acasă \ Deplasare[1]    | ARJ | ARS | ATU | BAN | BOC | CHA | COL | EST | GLP | GCR | HUR | IND | LAN | NOB | RAC | RIV | RCE | SLO | TIG | VEL |
| Argentinos Juniors      |     | 1–1 | 2–1 | 1–1 |     |     |     | 1–0 |     |     | 5–1 |     | 0–0 |     | 2–0 | 1–2 | 1–1 | 2–1 |     |     |
| Arsenal                 |     |     | 2–0 | 1–1 | 1–1 |     |     | 0–2 | 1–0 |     |     | 1–0 | 2–5 |     | 0–0 | 1–0 | 1–0 |     |     |     |
| Atlético Tucumán        |     |     |     |     | 2–0 | 2–1 | 2–0 |     | 1–0 | 1–1 |     | 2–4 | 2–2 |     |     |     |     |     | 4–2 | 1–2 |
| Banfield                |     |     | 1–1 |     |     | 1–0 |     | 2–1 |     | 3–0 |     |     |     | 2–1 | 1–2 | 2–0 |     |     | 1–0 | 3–0 |
| Boca Juniors            | 2–2 |     |     | 2–0 |     | 3–0 | 0–0 |     | 4–0 | 2–3 |     | 1–2 |     | 1–1 |     |     |     |     | 2–1 | 3–2 |
| Chacarita Juniors       | 2–2 | 1–0 |     |     |     |     |     |     |     | 2–1 | 1–0 |     |     | 0–1 |     |     | 0–1 | 0–2 | 1–2 | 0–0 |
| Colón                   | 2–0 | 4–1 |     | 0–0 |     | 3–1 |     |     |     | 1–0 | 3–0 |     |     | 0–1 |     |     |     | 2–1 | 5–1 | 0–1 |
| Estudiantes (LP)        |     |     | 1–0 |     | 2–1 | 0–0 | 0–1 |     | 3–0 |     |     | 2–1 | 1–1 |     |     |     |     |     | 3–1 | 3–0 |
| Gimnasia y Esgrima (LP) | 1–2 |     |     | 0–1 |     | 2–0 | 1–2 |     |     | 0–2 | 4–1 |     |     | 0–2 |     |     |     | 2–2 | 2–0 | 0–1 |
| Godoy Cruz              | 2–4 | 0–0 |     |     |     |     |     | 1–2 |     |     | 1–1 |     |     | 1–1 | 3–1 | 1–1 | 1–1 | 1–1 |     |     |
| Huracán                 |     | 1–1 | 0–2 | 0–1 | 0–0 |     |     | 1–4 |     |     |     |     | 1–2 |     | 3–1 | 0–0 | 1–0 | 0–2 |     |     |
| Independiente           | 1–1 |     |     | 1–2 |     | 1–1 | 3–2 |     | 1–0 | 2–0 | 2–0 |     |     | 0–1 |     |     |     |     | 2–0 | 2–2 |
| Lanús                   |     |     |     | 1–2 | 1–2 | 0–3 | 3–0 |     | 2–0 | 1–0 |     | 0–0 |     | 0–2 |     |     |     |     | 4–0 | 1–1 |
| Newell's Old Boys       | 0–1 |     | 3–0 |     |     |     |     | 2–1 |     |     | 1–0 |     |     |     | 1–0 | 2–1 | 2–2 | 0–2 |     |     |
| Racing                  |     |     | 4–0 |     | 1–2 | 0–2 | 1–1 | 1–0 | 1–1 |     |     | 1–2 | 1–1 |     |     |     |     |     | 1–0 |     |
| River Plate             |     |     | 3–1 |     | 1–1 | 4–3 | 0–0 | 1–1 | 2–2 |     |     | 1–3 | 0–1 |     | 2–0 |     |     |     |     |     |
| Rosario Central         |     |     | 1–1 | 0–0 | 2–1 |     | 0–1 | 3–0 | 1–1 |     |     | 2–0 | 0–0 |     | 1–0 | 2–1 |     |     |     |     |
| San Lorenzo             |     | 3–2 | 3–1 | 0–1 | 3–0 |     |     | 2–2 |     |     |     | 0–3 | 0–1 |     | 0–0 | 2–1 | 1–0 |     |     |     |
| Tigre                   | 1–1 | 1–2 |     |     |     |     |     |     |     | 2–0 | 2–2 |     |     | 1–2 |     | 0–2 | 1–2 | 2–3 |     | 0–3 |
| Vélez Sarsfield         | 1–0 | 3–1 |     |     |     |     |     |     |     | 2–0 | 2–0 |     |     | 1–2 | 4–2 | 3–1 | 1–2 | 0–0 |     |     |

Sursa: 
1Echipa gazdă este listată în coloana din stânga.
Culori: Albastru = gazda e câștigătoare; Galben = egal; Roșu = oaspeții sunt câștigători.

### Cei mai buni 10 marcatori
| Poz                 | Jucător          | Club         | Goluri |
| ------------------- | ---------------- | ------------ | ------ |
| 1                   | Mauro Boselli    | Estudiantes  | 3      |
| 1                   | Santiago Silva   | Banfield     | 3      |
| 2                   | Santiago Salcedo | Lanús        | 2      |
| 2                   | Leandro Lázzaro  | Tigre        | 2      |
| 2                   | Guillermo Marino | Boca Juniors | 2      |
| As of . Source: AFA |                  |              |        |

## Clausura
| Poz | Echipa                 | MJ | V  | E  | Î  | GM | GP | G   | Pct | Promovare sau retrogradare         |
| --- | ---------------------- | -- | -- | -- | -- | -- | -- | --- | --- | ---------------------------------- |
| 1   | Argentinos Juniors (C) | 19 | 12 | 5  | 2  | 35 | 23 | +12 | 41  | Copa Libertadores 2011 Faza a doua |
| 2   | Estudiantes            | 19 | 12 | 4  | 3  | 33 | 14 | +19 | 40  |                                    |
| 3   | Godoy Cruz             | 19 | 11 | 4  | 4  | 28 | 14 | +14 | 37  |                                    |
| 4   | Independiente          | 19 | 10 | 4  | 5  | 25 | 18 | +7  | 34  |                                    |
| 5   | Banfield               | 19 | 9  | 5  | 5  | 24 | 16 | +8  | 32  |                                    |
| 6   | Newell's Old Boys      | 19 | 8  | 6  | 5  | 32 | 18 | +14 | 30  |                                    |
| 7   | Lanus                  | 19 | 8  | 5  | 6  | 25 | 23 | +2  | 29  |                                    |
| 8   | Racing                 | 19 | 9  | 2  | 8  | 21 | 22 | −1  | 29  |                                    |
| 9   | Vélez Sársfield        | 19 | 7  | 6  | 6  | 25 | 20 | +5  | 27  |                                    |
| 10  | Huracan                | 19 | 7  | 5  | 7  | 21 | 22 | −1  | 26  |                                    |
| 11  | Tigre                  | 19 | 7  | 3  | 9  | 28 | 26 | +2  | 24  |                                    |
| 12  | Gimnasia (La Plata)    | 19 | 6  | 6  | 7  | 21 | 29 | −8  | 24  |                                    |
| 13  | River Plate            | 19 | 6  | 4  | 9  | 16 | 21 | −5  | 22  |                                    |
| 14  | Colon                  | 19 | 4  | 9  | 6  | 20 | 32 | −12 | 21  |                                    |
| 15  | San Lorenzo            | 19 | 6  | 2  | 11 | 16 | 21 | −5  | 20  |                                    |
| 16  | Boca Juniors           | 19 | 5  | 5  | 9  | 28 | 35 | −7  | 20  |                                    |
| 17  | Rosario Central        | 19 | 3  | 10 | 6  | 12 | 19 | −7  | 19  |                                    |
| 18  | Arsenal                | 19 | 5  | 4  | 10 | 19 | 33 | −14 | 19  |                                    |
| 19  | Chacarita Juniors      | 19 | 4  | 1  | 14 | 22 | 33 | −11 | 13  |                                    |
| 20  | Atletico Tucuman       | 19 | 1  | 10 | 8  | 14 | 26 | −12 | 13  |                                    |

Ultima actualizare: 16 mai 2010
Sursa: AFA
Reguli de clasare: 
1st points; 2nd goal difference; 3rd goals scored; 4th head-to-head points; 5th head-to-head goal difference; 6th head-to-head goals scored. This does not apply to defining the champion. If two or more teams are tied in point at the end of the tournament, a playoff will be held at a neutral venue within 72 hours for the championship.
POZ = Poziția în clasament; (C) = Campioană; (R) = Retrogradată; (P) = Promovată; (E) = Eliminată; (O) = Câștigătoare de play-off; (A) = Avansează în runda următoare. 
Aplicabil doar când sezonul nu este terminat: 
(Q) = Calificare în faza competiției indicată; (TQ) = Calificare în competiție, dar încă nu în faza indicată; (RQ) = Calificată în competiția de retrogradare indicată; (DQ) = Descalificată din competiție.

| Primera División 2010 Campionii din Clausura |
| -------------------------------------------- |
| Argentinos Juniors Al treilea titlu          |

### Rezultate
| Acasă \ Deplasare[1]    | ARJ  | ARS | ATU | BAN | BOC | CHA | COL | EST | GLP | GCR | HUR | IND | LAN | NOB  | RAC  | RIV  | RCE | SLO | TIG | VEL |
| Argentinos Juniors      |      |     |     |     | 2–2 | 2–1 | 3–1 |     | 3–1 | 1–2 |     | 4–3 |     | 1–12 |      |      |     |     | 1–1 | 1–0 |
| Arsenal                 | 2–2  |     |     |     |     | 0–3 | 3–0 |     |     | 1–2 | 0–1 |     |     | 0–2  |      |      |     | 1–0 | 0–2 | 0–3 |
| Atlético Tucumán        | 1–1  | 1–1 |     | 0–0 |     |     |     | 1–3 |     |     | 0–0 |     |     | 1–1  | 0–14 | 0–0  | 2–2 | 0–1 |     |     |
| Banfield                | 3–01 | 0–0 |     |     | 3–0 |     | 3–1 |     | 3–2 |     | 1–0 | 1–3 | 2–0 |      |      |      | 0–0 | 2–0 |     |     |
| Boca Juniors            |      | 4–0 | 0–0 |     |     |     |     | 1–1 |     |     | 1–2 |     | 3–1 |      | 1–2  | 2–03 | 1–2 | 2–0 |     |     |
| Chacarita Juniors       |      |     | 1–2 | 2–1 | 4–1 |     | 1–2 | 1–2 | 0–1 |     |     | 0–1 | 1–2 |      | 1–2  | 2–3  |     |     |     |     |
| Colón                   |      |     | 0–0 |     | 3–0 |     |     | 1–4 | 1–1 |     |     | 1–1 | 1–1 |      | 2–1  | 1–0  | 1–1 |     |     |     |
| Estudiantes (LP)        | 0–1  | 3–0 |     | 1–1 |     |     |     |     |     | 2–1 | 2–0 |     |     | 2–0  | 4–0  | 1–0  | 0–0 | 2–0 |     |     |
| Gimnasia y Esgrima (LP) |      | 0–2 | 3–3 |     | 1–0 |     |     | 3–1 |     |     |     | 2–1 | 0–0 |      | 1–0  | 1–1  | 1–1 |     |     |     |
| Godoy Cruz              |      |     | 2–1 | 2–0 | 1–1 | 1–0 | 3–0 |     | 1–0 |     |     | 0–0 | 2–1 |      |      |      |     |     | 6–2 | 2–0 |
| Huracán                 | 1–2  |     |     |     |     | 2–0 | 0–0 |     | 3–1 | 0–0 |     | 0–0 |     | 2–1  |      |      |     |     | 2–3 | 3–2 |
| Independiente           |      | 1–0 | 3–1 |     | 2–3 |     |     | 3–2 |     |     |     |     | 1–0 |      | 1–0  | 2–0  | 2–0 | 0–1 |     |     |
| Lanús                   | 3–6  | 4–1 | 3–0 |     |     |     |     | 0–0 |     |     | 3–2 |     |     |      | 1–0  | 1–0  | 0–0 | 3–2 |     |     |
| Newell's Old Boys       |      |     |     | 2–1 | 4–2 | 3–0 | 5–0 |     | 6–0 | 2–1 |     | 0–0 | 1–1 |      |      |      |     |     | 0–2 | 1–1 |
| Racing                  | 0–1  | 2–4 |     | 2–0 |     |     |     |     |     | 0–0 | 1–1 |     |     | 1–0  |      | 0–3  | 3–0 | 1–0 |     | 3–1 |
| River Plate             | 0–1  | 1–1 |     | 0–1 |     |     |     |     |     | 2–1 | 2–0 |     |     | 0–1  |      |      | 0–0 | 1–0 | 1–5 | 2–1 |
| Rosario Central         | 0–1  | 2–3 |     |     |     | 1–1 |     |     |     | 1–0 | 0–2 |     |     | 1–1  |      |      |     | 1–0 | 0–1 | 0–0 |
| San Lorenzo             | 1–2  |     |     |     |     | 3–1 | 2–2 |     | 0–1 | 0–1 | 3–0 |     |     | 2–1  |      |      |     |     | 1–0 | 0–0 |
| Tigre                   |      |     | 3–1 | 1–2 | 3–0 | 0–2 | 2–2 | 1–2 | 1–1 |     |     | 0–1 | 0–1 |      | 1–2  |      |     |     |     |     |
| Vélez Sarsfield         |      |     | 1–0 | 0–0 | 4–4 | 4–1 | 1–1 | 0–1 | 2–1 |     |     | 3–0 | 1–0 |      |      |      |     |     | 1–0 |     |

Sursa: 
1Echipa gazdă este listată în coloana din stânga.
1. The match was postponed after nine minutes of play due to intense rain with the score at 0–0. The other eighty-one minutes were played on 24 February.
2. The match was postponed after sixty-five minutes of play due to intense rain with the score at 0–0. The other twenty-five minutes were played on 17 March.
3. The match was postponed after eleven minutes of play due to intense rain with the score at 0–0. The other seventy-nine minutes were played on 25 March.
4. The match was postponed after twenty-two minutes of play due to intense rain. The other sixty-eight minutes were played on 21 April.
Culori: Albastru = gazda e câștigătoare; Galben = egal; Roșu = oaspeții sunt câștigători.

## Retrogradare
| Poz | Team                | 2007–08 Pct. | 2008–09 Pct. | 2009–10 Pct. | Total Pct. | Total Juc | Media |
| --- | ------------------- | ------------ | ------------ | ------------ | ---------- | --------- | ----- |
| 1   | Boca Juniors        | 70           | 61           | 5            | 136        | 79        | 1.722 |
| 2   | Lanus               | 56           | 75           | 4            | 135        | 79        | 1.709 |
| 3   | Vélez Sársfield     | 59           | 66           | 9            | 134        | 79        | 1.696 |
| 4   | Estudiantes         | 69           | 57           | 7            | 133        | 79        | 1.684 |
| 5   | San Lorenzo         | 64           | 63           | 5            | 132        | 79        | 1.671 |
| 6   | Tigre               | 56           | 62           | 3            | 121        | 78        | 1.551 |
| 7   | Newell's Old Boys   | 56           | 52           | 7            | 115        | 79        | 1.456 |
| 8   | River Plate         | 66           | 41           | 3            | 110        | 78        | 1.41  |
| 9   | Huracan             | 52           | 58           | 0            | 110        | 79        | 1.392 |
| 10  | Banfield            | 54           | 46           | 3            | 104        | 78        | 1.333 |
| 11  | Colon               | 45           | 57           | 1            | 103        | 79        | 1.304 |
| 12  | Independiente       | 59           | 39           | 6            | 104        | 79        | 1.316 |
| 13  | Godoy Cruz          | 0            | 49           | 4            | 53         | 41        | 1.293 |
| 13  | Argentinos Juniors  | 61           | 37           | 3            | 102        | 79        | 1.291 |
| 15  | Arsenal             | 51           | 46           | 1            | 98         | 79        | 1.241 |
| 16  | Racing              | 40           | 52           | 2            | 94         | 79        | 1.19  |
| 17  | Gimnasia (La Plata) | 36           | 55           | 0            | 91         | 79        | 1.152 |
| 18  | Rosario Central     | 41           | 40           | 6            | 87         | 78        | 1.115 |
| 19  | Atlético Tucumán    | 0            | 0            | 3            | 3          | 3         | 1     |
| 20  | Chacarita Juniors   | 0            | 0            | 0            | 0          | 2         | 0     |

|  | Meci de playoff                    |
|  | Retrogradată în Primera B Nacional |

## Competiții internaționale

### Copa Libertadores
Primele două locuri ale Argentinei vor merge la campiona Clausura 2009 (Vélez Sársfield) și la câștigătoarea Apertura.Ultimele trei locuri vor merge la echipa cu cea mai bună medie a ultimilor doi ani.
| Pos | Team               | 2009 Clausura | 2009 Clausura | 2009 Apertura | 2009 Apertura | Total | Total | Avg   |
| Pos | Team               | Pts           | Pld           | Pts           | Pld           | Pts   | Pld   | Avg   |
| --- | ------------------ | ------------- | ------------- | ------------- | ------------- | ----- | ----- | ----- |
| 1   | Vélez Sársfield    | 40            | 19            | 6             | 2             | 46    | 21    | 2.19  |
| 2   | Lanus              | 38            | 19            | 3             | 2             | 41    | 21    | 1.952 |
| 3   | Huracan            | 38            | 19            | 0             | 2             | 38    | 21    | 1.81  |
| 4   | Colon              | 34            | 19            | 1             | 2             | 35    | 21    | 1.789 |
| 5   | Estudiantes        | 29            | 19            | 6             | 2             | 35    | 21    | 1.667 |
| 6   | Racing             | 30            | 19            | 1             | 2             | 31    | 21    | 1.579 |
| 7   | River Plate        | 27            | 19            | 3             | 2             | 30    | 21    | 1.429 |
| 8   | Godoy Cruz         | 26            | 19            | 4             | 2             | 30    | 21    | 1.429 |
| 9   | San Lorenzo        | 24            | 19            | 4             | 2             | 28    | 21    | 1.333 |
| 10  | Newell's Old Boys  | 21            | 19            | 6             | 2             | 27    | 21    | 1.286 |
| 11  | Banfield           | 23            | 19            | 4             | 2             | 27    | 21    | 1.286 |
| 12  | Boca Juniors       | 22            | 19            | 4             | 2             | 26    | 21    | 1.238 |
| 13  | Tigre              | 23            | 19            | 3             | 2             | 26    | 21    | 1.238 |
| 14  | Independiente      | 21            | 19            | 3             | 2             | 24    | 21    | 1.143 |
| 15  | Arsenal            | 18            | 19            | 0             | 2             | 18    | 21    | 0.857 |
| 16  | Argentinos Juniors | 15            | 19            | 2             | 2             | 17    | 21    | 0.789 |
| 17  | Atletico Tucuman   | 0             | 0             | 0             | 2             | 0     | 2     | 0     |
| 18  | Chacarita Juniors  | 0             | 0             | 0             | 2             | 0     | 2     | 0     |

|  | Calificată la Etapa a doua.                                                                       |
|  | Calificată la Prima etapă.                                                                        |
|  | Deja calificată ca ,campioană Clausura 2009 ,Apertura 2009 sau ca ,campioană a Copa Libertadores. |

1.^Numai echipele care nu au jucat barajul de promovare/retrogradare pot să participe la Copa Libertadores. Așa că Gimnasia (La Plata)  și Rosario Central  nu sun eligibile pentru această competiție .

### Copa Sudamericana
Echipele calificate la Copa Sudamericana 2010 sunt alese după cele două clasamente Apertura și Clausura.Primele șase cele mai bune echipe se califică.Boca Juniors și  River Plate nu vor mai fi invitate la turneul final.
| Poz | Echipa              | MJ | V | E | Î | GM | GP | G | Pct | Promovare sau retrogradare                   |
| --- | ------------------- | -- | - | - | - | -- | -- | - | --- | -------------------------------------------- |
| 1   | Argentinos Juniors  | 0  | 0 | 0 | 0 | 0  | 0  | 0 | 0   | Format:Fb competition 2010 Copa Sudamericana |
| 2   | Arsenal             | 0  | 0 | 0 | 0 | 0  | 0  | 0 | 0   | Format:Fb competition 2010 Copa Sudamericana |
| 3   | Atletico Tucuman    | 0  | 0 | 0 | 0 | 0  | 0  | 0 | 0   | Format:Fb competition 2010 Copa Sudamericana |
| 4   | Banfield            | 0  | 0 | 0 | 0 | 0  | 0  | 0 | 0   | Format:Fb competition 2010 Copa Sudamericana |
| 5   | Boca Juniors        | 0  | 0 | 0 | 0 | 0  | 0  | 0 | 0   | Format:Fb competition 2010 Copa Sudamericana |
| 6   | Chacarita Juniors   | 0  | 0 | 0 | 0 | 0  | 0  | 0 | 0   | Format:Fb competition 2010 Copa Sudamericana |
| 7   | Colon               | 0  | 0 | 0 | 0 | 0  | 0  | 0 | 0   |                                              |
| 8   | Estudiantes         | 0  | 0 | 0 | 0 | 0  | 0  | 0 | 0   |                                              |
| 9   | Gimnasia (La Plata) | 0  | 0 | 0 | 0 | 0  | 0  | 0 | 0   |                                              |
| 10  | Godoy Cruz          | 0  | 0 | 0 | 0 | 0  | 0  | 0 | 0   |                                              |
| 11  | Huracan             | 0  | 0 | 0 | 0 | 0  | 0  | 0 | 0   |                                              |
| 12  | Independiente       | 0  | 0 | 0 | 0 | 0  | 0  | 0 | 0   |                                              |
| 13  | Lanus               | 0  | 0 | 0 | 0 | 0  | 0  | 0 | 0   |                                              |
| 14  | Newell's Old Boys   | 0  | 0 | 0 | 0 | 0  | 0  | 0 | 0   |                                              |
| 15  | Racing              | 0  | 0 | 0 | 0 | 0  | 0  | 0 | 0   |                                              |
| 16  | River Plate         | 0  | 0 | 0 | 0 | 0  | 0  | 0 | 0   |                                              |
| 17  | Rosario Central     | 0  | 0 | 0 | 0 | 0  | 0  | 0 | 0   |                                              |
| 18  | San Lorenzo         | 0  | 0 | 0 | 0 | 0  | 0  | 0 | 0   |                                              |
| 19  | Tigre               | 0  | 0 | 0 | 0 | 0  | 0  | 0 | 0   |                                              |
| 20  | Vélez Sársfield     | 0  | 0 | 0 | 0 | 0  | 0  | 0 | 0   |                                              |

Sursa: AFA
Reguli de clasare: 
1st points; 2nd head-to-head points; 3rd head-to-head goal difference; 4th head-to-head goals.
POZ = Poziția în clasament; (C) = Campioană; (R) = Retrogradată; (P) = Promovată; (E) = Eliminată; (O) = Câștigătoare de play-off; (A) = Avansează în runda următoare. 
Aplicabil doar când sezonul nu este terminat: 
(Q) = Calificare în faza competiției indicată; (TQ) = Calificare în competiție, dar încă nu în faza indicată; (RQ) = Calificată în competiția de retrogradare indicată; (DQ) = Descalificată din competiție.